# Park Narodowy Eifel

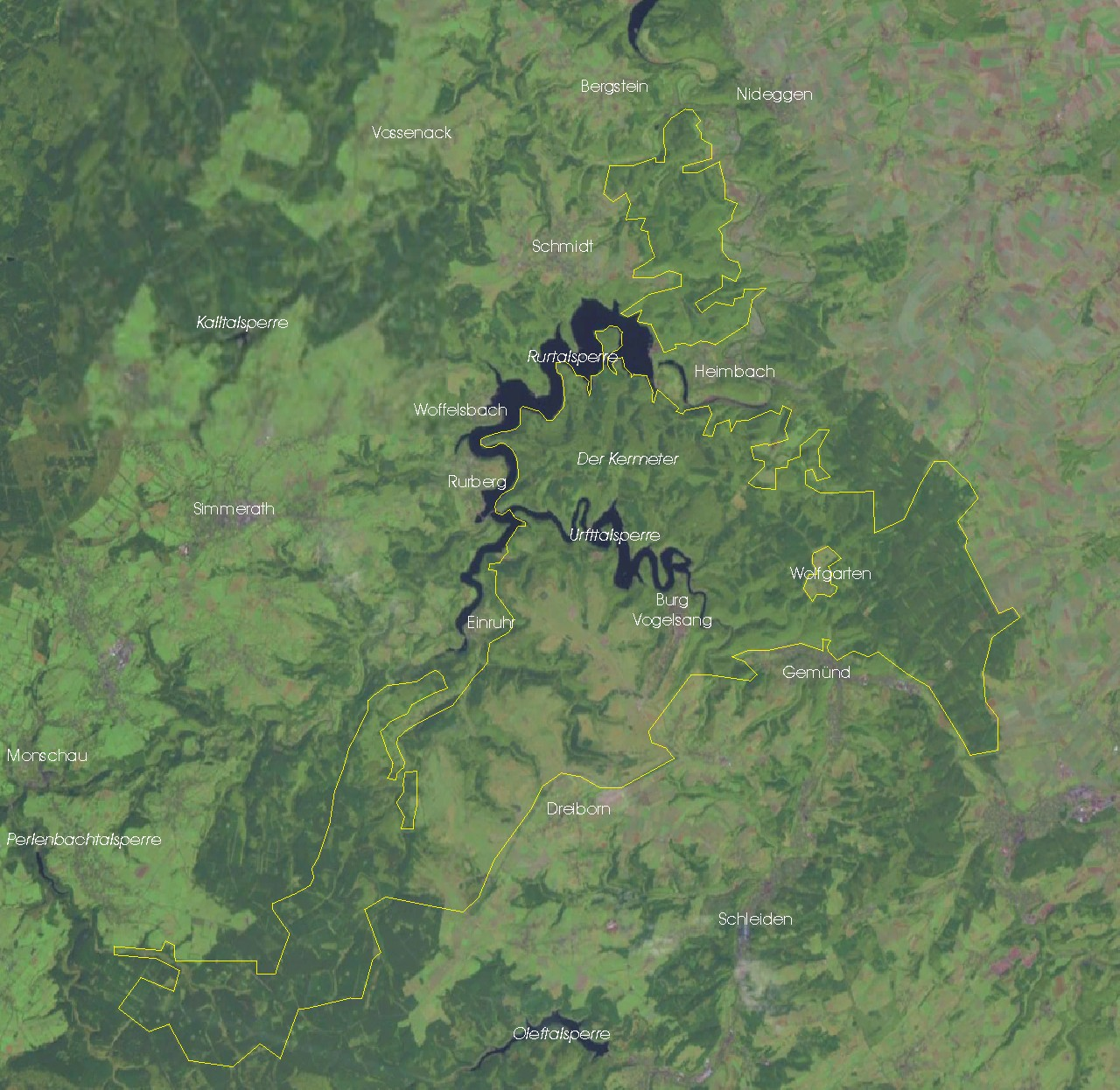
Park z lotu ptaka

Park Narodowy Eifel (niem. Nationalpark Eifel) – jeden z 16 parków narodowych na terenie Niemiec i jedyny park w Nadrenii Północnej-Westfalii.
Głównym zadaniem Parku Narodowego Eifel jest ochrona roślin, zwierząt i ich siedlisk, oraz działanie zgodne z określeniami Międzynarodowej Unii Ochrony Przyrody. Wymaganiami IUCN jest to, aby 75% powierzchni parku narodowego pozostało nienaruszone przez człowieka – w ciągu 30 lat od powstania parku narodowego.
Park o wielkości 107 km² obejmuje zbiornik Urft i sąsiadujący z nim dawny poligon wojskowy Vogelsang, który był wykorzystywany przez Siły Zbrojne Belgii i żołnierzy NATO. Obszar ten o wielkości około 33 km² został udostępniony publicznie 1 stycznia 2006.

## Wydarzenia na terenie Parku
Na terenie Parku Narodowego Eifel w dniach 26-29 Maja 2023 odbył się zlot harcerzy europy- Intercamp 2023.

## Położenie parku
Park narodowy położony jest w południowo-zachodniej części kraju związkowego Nadrenia Północna-Westfalia. Pod względem geograficznym leży w północnej części regionu Eifel, pomiędzy Nideggen od północy, Gemünd na południu i granicą z Belgią na południowym zachodzie. Od północnego zachodu park jest ograniczony rzeką Rur.

## Flora i fauna
Park Narodowy Eifel jest domem dla ponad 900 gatunków zwierząt i roślin zagrożonych na czerwonej liście.

### Flora
Park Narodowym Eifel jest jednym z dwóch miejsc naturalnego występowania dzikich narcyzów w Niemczech. Głównymi drzewami w Eifel są buki, graby i brzozy. Na terenie parku występuje również kilka gatunków kosmatek.

### Fauna
Najbardziej znanymi zwierzętami występującymi w parku są:
- żbiki – populacja wynosi około 50 sztuk,
- jelenie – około 1000 egzemplarzy,
- bobry – wymarły w parku w latach osiemdziesiątych, w późniejszym czasie dokonano skutecznej reintrodukcji osobnikami przywiezionymi z Polski[3]. Obecnie bobry można spotkać prawie na całym terenie parku.
- rysie – największe koty na terenie parku. Ryś potrzebuje obszaru większego niż cały park. Z tego powodu jeszcze nie osiadł na stałe, tylko sporadycznie wędruje po okolicy.

- bociany – obok często występujących bocianów białych, na łąkach parku można obserwować również rzadkie bociany czarne,
- puchacze – największe sowy żyjące w parku[4],
- gęsiówki egipskie – gatunek inwazyjny (nie tylko na terenie parku, ale też i w całych Niemczech). W parku pojawiły się przed rokiem 2005, przybywając tam z Holandii.
- nocek duży – największy z nietoperzy występujących w Europie Środkowej
- perłoródki rzeczne - dotąd uznawane w Niemczech za wymarłe, kilka lat temu naukowcy znaleźli małże w strumieniach parku (m.in. w Perlenbach, dopływie rzeki Rur),

Prócz tego w parku jest ponad 1300 gatunków chrząszczy, 15 gatunków nietoperzy i prócz tego wiewiórki, żaby, czaple, salamandry, jaszczurki, itp.

## Szlaki
W parku jest około 240 km szlaków. Rowerzyści mogą korzystać ze 104 km tej trasy, a jeźdźcy z 65 km. Przy wystarczającej ilości śniegu dochodzi do tego jeszcze 5 km trasy przygotowanej dla narciarzy biegowych. Wszystkie szlaki oznakowane są drewnianymi tablicami i naniesione na stale aktualizowane mapy przez stowarzyszenie Eifelvereins. Na szlakach w obrębie dawnego poligonu, drogi są dodatkowo zabezpieczone przed zboczeniem za pomocą słupków połączonych linami lub deskami i tablicami informacyjnymi o obecności niewybuchów z czasów istnienia poligonu i II wojny światowej.

## Bramy Parku Narodowego i informacja turystyczna
Do parku prowadzi pięć bram będących jednocześnie centrami informacji. Bramy są otwarte codziennie w godzinach od 10:00 do 17:00, a wejście na teren parku jest bezpłatne. Oprócz podstawowych informacji, każde Centrum Informacji oferuje inny temat przewodni w formie wystawy. I tak:
- brama w Rurberg posiada wystawę o nazwie Lebensadern der Natur, gdzie głównym tematem jest woda
- brama w Gemünd znajduje się w parku zdrojowym. Odwiedzający mogą posłuchać opowieści o lasach w Parku Narodowym
- brama w Heimbach mieści się w starym budynku dworca i posiada wystawę, której głównym tematem są sekrety lasu (niem. Waldgeheimnisse)
- brama w  Höfen, gdzie głównym tematem wystawy są łąki narcyzów
- brama w Nideggen z wystawą poświęconą logistyce przyrody

Bramy w Höfen i Nideggen są przystosowane dla osób niepełnosprawnych dzięki systemowi kontroli, wypożyczalni sprzętu audio itp. Urządzenia sanitarne bez barier są dostępne na wszystkich pięciu bramach.

## Zwiedzanie z przewodnikiem
Park oferuje regularne i darmowe wycieczki z wyszkolonym przewodnikiem. Goście mogą wybierać spośród co najmniej ośmiu różnych wycieczek w tygodniu. Rezerwacje nie są konieczne. Po drodze przewodnik nie tylko uczy różnych rzeczy, ale także opowiada anegdoty i swoje własne doświadczenia.

## Filmy
W 2005 roku nakręcono 45-minutowy film dokumentalny o parku.

## Galeria

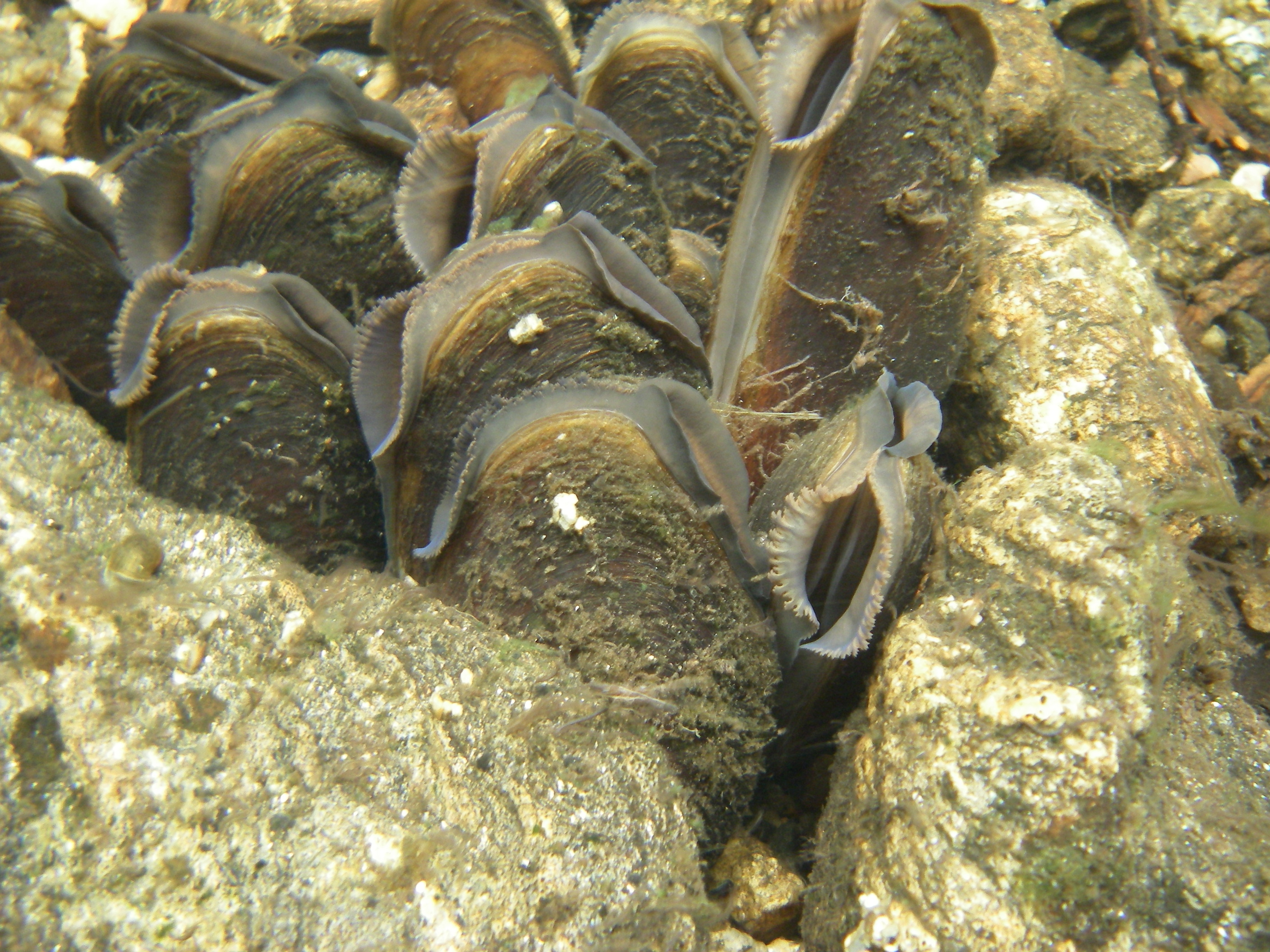
Grupa perłoródek rzecznych – jedynych małży występujących w parku
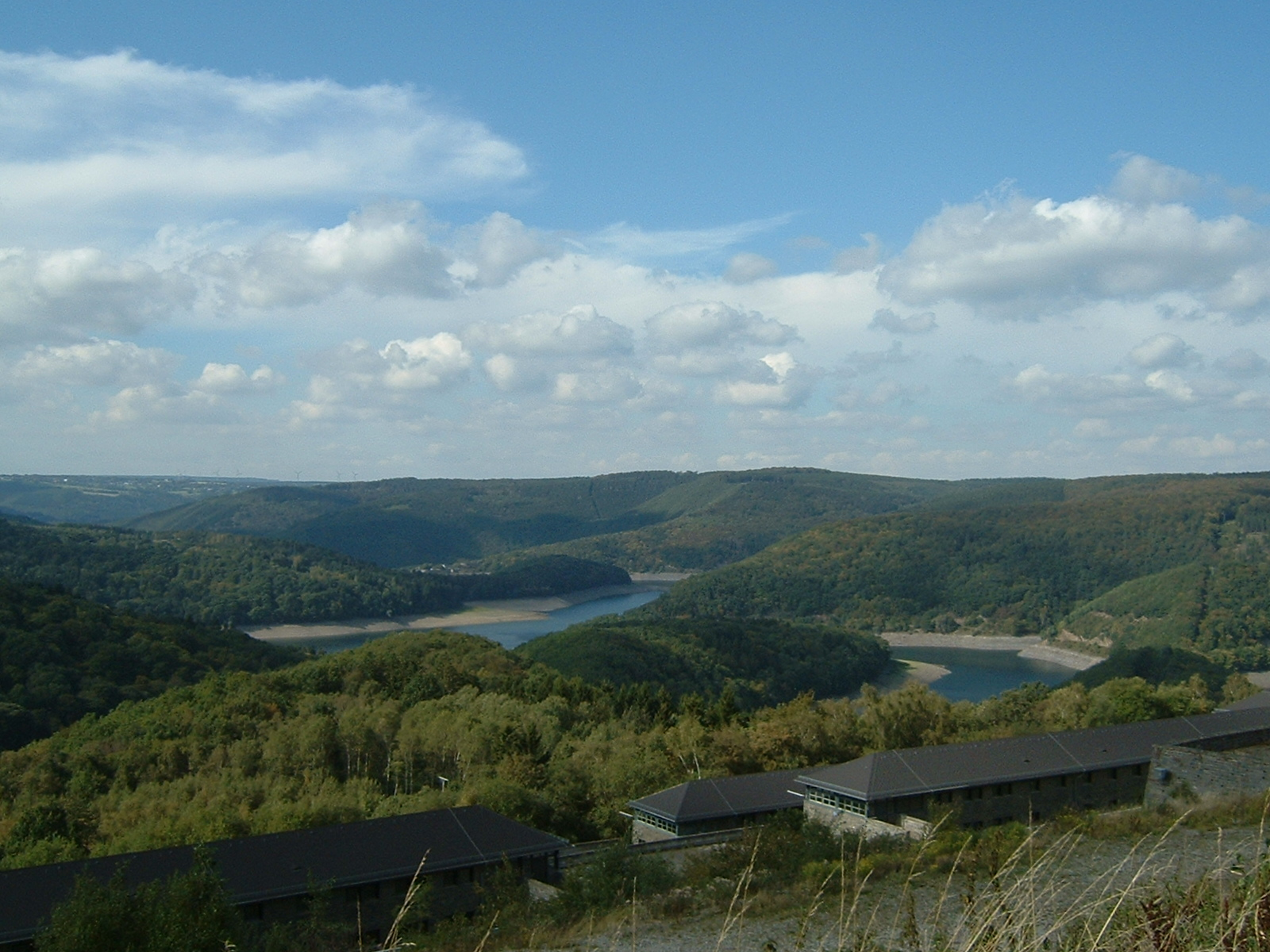
Widok na park z Dreiborn Plateau
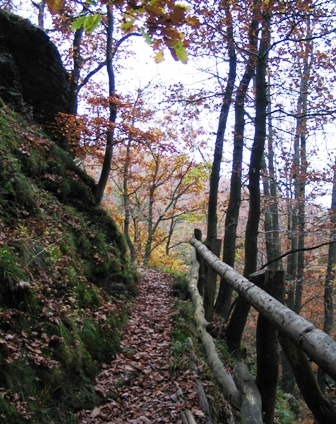
Odcinek jednego ze szlaków
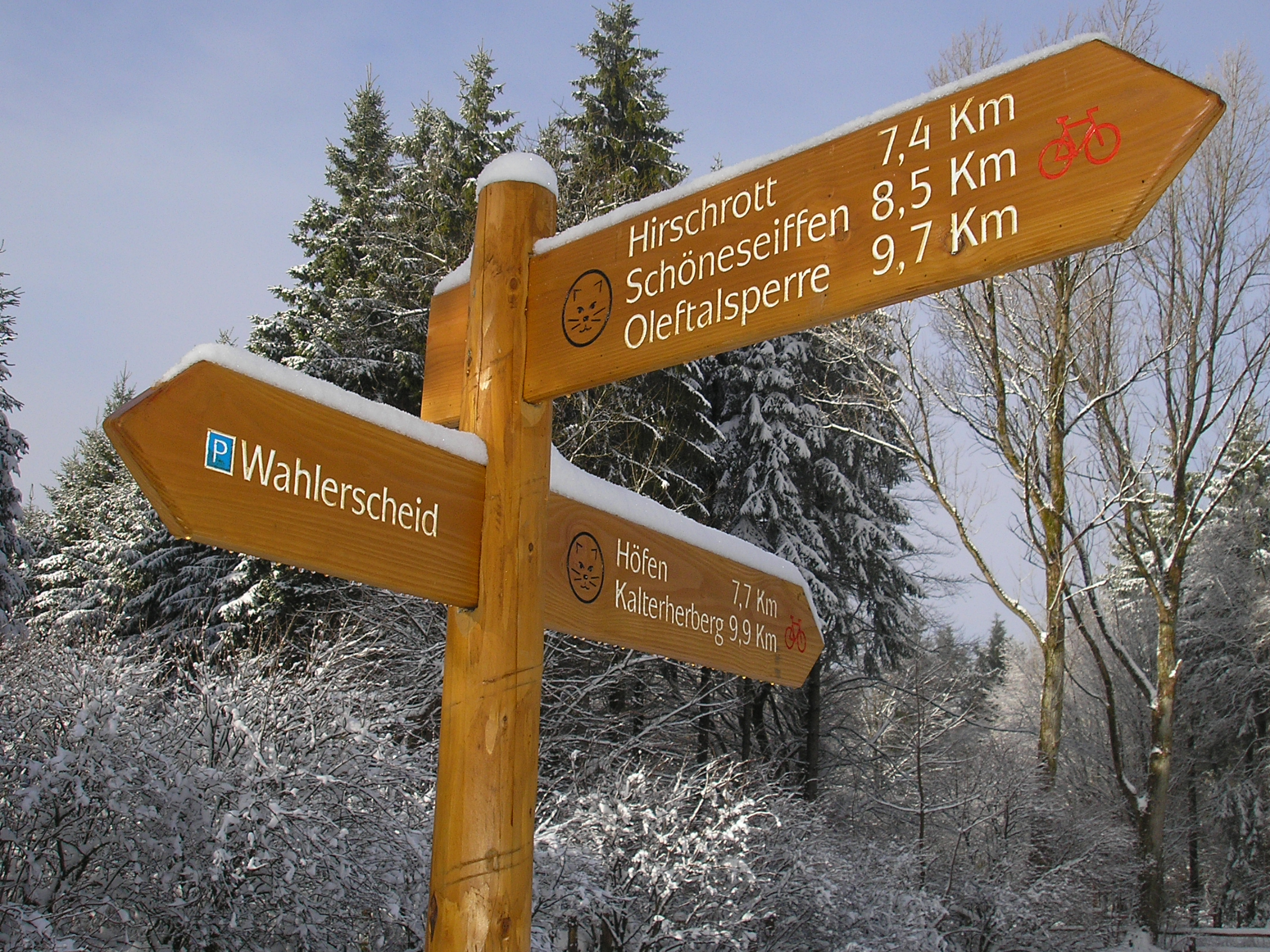
Wszystkie znaki w parku są drewniane
Znaki ostrzegające przed zbaczaniem ze ścieżki ze względu na możliwą obecność min